# Срећко Јововић
Не мешати са Срећко Јовановић
Срећко Јововић (Доња Горевница, 9. јануар 1951 — Ибарска магистрала, код Лазаревца, јануар 1989) био је српски певач народне музике.

## Биографија
Рођен је 9. јануара 1951. године у селу Доња Горевница код Чачка. Отац му се звао Радисав и мајка Стана. Одрастао је у месту Заблаће где је ишао у основну школу „Владислав Петковић Дис”.
Прву малу плочу синглицу „Одох у армију” је снимио 1969. године, а поред насловне на њој се налазе још три песме. У каријери је објавио четири ЛП албума и једанаест малих плоча. Најпознатије песме Срећка Јововића су: Нек ме не забораве девојке са Мораве, Ожени се брате мој и Вратићу се једног дана. Био је заљубљеник у фудбал и играо га је рекреативно, донатор фудбалског клуба Омладинац Заблаће, такође навијао за београдску Црвену звезду. Меморијални фудбалски турнир се сваке године организује у Заблаћу и посвећен је Срећку Јововићу.
Погинуо је у саобраћајној несрећи, возећи аутомобил марке југо у јануару 1989. године на Ибарској магистрали.

## Фестивали
- 1986. МЕСАМ - Нек' ме не забораве девојке са Мораве, победничка песма
- 1988. МЕСАМ - Вратићу се једног дана, победничка песма
- 1988. Распевана Шумадија, Краљево - Отаџбино наша драга

## Дискографија
- Анушка, сакрио се миш (1983)
- Нема више Циле Миле (1985)
- Опростићу још једном (1986)
- Вратићу се једног дана (1988)
- извор сајт Discogs